# Veliki graben (Radomlja)
Veliki graben je manjši potok, ki izvira severno od naselja Krašnja, kjer se izliva v reko Radomlja, ta pa nadalje v Račo in v Kamniško Bistrico.